# Тень (фильм, 1971)
«Тень» — советский полнометражный цветной художественный фильм-притча, поставленный на киностудии «Ленфильм» в 1971 году по одноимённой пьесе-сказке Евгения Шварца.
Классическая интерпретация пьесы, первая экранизация.
Всесоюзная премьера фильма состоялась 18 сентября 1972 года.

## Сюжет
Учёный по имени Христиан-Теодор приезжает в незнакомую волшебную страну, где всё сказочное происходит на самом деле и сам делается главным действующим лицом в этой сказке. Христиан-Теодор, случайно встретив принцессу, влюбляется в неё и просит свою тень отыскать её. Тень, покинув своего умного и доброго хозяина, превращается в лживое, изворотливое и жестокое существо с именем Теодор-Христиан.
Учёный заболевает — шутка ли, остаться без тени! Аннунциата, дочь Пьетро, хозяина гостиницы, где остановился Христиан-Теодор, приглашает доктора. А Теодор-Христиан решает жениться на принцессе и стать правителем этой сказочной страны. Но для этого нужно рассорить своего бывшего хозяина с принцессой. 
Христиан-Теодор уговорил Луизу уехать, его бывшая тень появляется на вокзале и убеждает, что принцессу держат под замком, а чтобы её отпустили, учёный должен подписать бумагу с отказом от неё. Правдивый мужчина верит этому и нехотя подписывает документ. Теодор тотчас мчится к Луизе и, показав бумагу, уговаривает её выйти за него замуж. Затем он занимает престол и становится королём. Христиан, услышав, что Луиза будет венчаться, пытается объясниться с ней, однако его арестовывают и приводят к Теодору. Тот предлагает учёному стать его тенью.
Негодующий и обманутый Христиан пытается доказать всем, что это всего лишь его собственная тень, но ему не верят, даже когда Теодор, повинуясь словам заклинания, возвращается в прежний облик. Вернувшись через минуту в человеческое тело, он приказывает отрубить учёному голову, но сам также её лишается.
Все министры, испугавшись безголового правителя, вспомнили об источнике живой воды, воскрешающей хороших людей, и Аннунциата оживляет Христиана, так как воскресить мёртвого может лишь тот, кто любит его. Напуганная тень наконец понимает, что без хозяина она — никто, и просит Христиана остаться. Последний твёрдо отказывается занимать престол и покидает королевство вместе с любимой и любящей его Аннунциатой.

## В ролях
- Олег Даль — Христиан-Теодор, учёный / Теодор-Христиан, его тень
- Анастасия Вертинская — принцесса Луиза
- Марина Неёлова — Аннунциата, дочь Пьетро
- Людмила Гурченко — Юлия Джули, певица
- Владимир Этуш — Пьетро, хозяин гостиницы
- Андрей Миронов — Цезарь Борджиа, журналист
- Георгий Вицин — доктор
- Зиновий Гердт — министр финансов
- Сергей Филиппов — первый министр

### В эпизодах
- Константин Адашевский — самый старший лакей
- Алексей Полевой — старший лакей
- Людмила Волынская — торговка ядами / попутчица
- Кирилл Гунн — 1-й придворный
- Анатолий Королькевич — 2-й придворный / 1-й пациент доктора
- Анатолий Столбов — спящий в вагоне / 2-й пациент доктора
- Вера Титова
- Анатолий Абрамов — советник
- Олег Хроменков — стражник, катящий тележку с клеветником
- Светлана Мазовецкая — дама с болонкой
- Оскар Линд — придворный-клеветник
- Александр Хочинский — исполнение вступительной и заключительной песни

## Съёмочная группа
- Сценарий Юлия Дунского, Валерия Фрида
- Режиссёр-постановщик — Надежда Кошеверова
- Главный оператор — Константин Рыжов
- Художники: Валерий Доррер, Владимир Костин
- Костюмы Натальи Васильевой
- Композитор — Андрей Эшпай
- Звукооператор — Борис Хуторянский